# 瓊塔爾語
瓊塔爾語（Chontal languages）是屬於霍坎语系的語言，為墨西哥瓊塔爾人的語言。其中包括3種可以互通的語言，使用人口合計約6000人。

## 语言
- 低地琼塔尔语；
- 特基西斯特兰语†；
- 高地琼塔尔语。

## 系属分类
琼塔尔语属于霍坎语系，也有属于其他语系的说法。Campbell & Oltrogge (1980)认为琼塔尔语可能与希卡克语支构成琼塔尔-希卡克语系，目前还没有得到广泛接受。

## 外部連結
- Ethnologues page on Highland Chontal （页面存档备份，存于） （英文）
- Ethnologues page on Lowland Chontal （页面存档备份，存于） （英文）
- Information of Chontal culture at INI website （页面存档备份，存于）（西班牙文）